# Seniorat novohradzki
Seniorat novohradzki (słow. Novohradský seniorát) – jeden z senioratów Dystryktu Zachodniego  Ewangelickiego Kościoła Augsburskiego Wyznania na Słowacji z siedzibą w Veľkom Krtíši. Na seniorat składa się 31 zborów z 13.990 członkami.
W jego skład wchodzą zbory: Ábelová, Budiná, Cinobaňa, České Brezovo, Dobroč, Dolná Strehová, Dolné Strháre, Horná Strehová, Horný Tisovník, Kalinovo, Lovinobaňa, Ľuboreč, Łuczeniec, Malá Čalomija, Malé Zlievce, Málinec, Mašková, Ozdín, Polichno, Poltár, Pondelok – Hrnčiarska Ves, Pôtor, Príbelce, Senné, Stredné Plachtince, Tomášovce, Turíčky, Uhorské, Veľký Krtíš, Veľký Lom, Závada.